# Palaeotriakis
Genre
Palaeotriakis est un genre fossile de requins de l’ordre des Carcharhiniformes qui a vécu du Crétacé supérieur au début du Paléocène. Ses restes fossiles ont été mis au jour au Liban et en Suède.

## Espèces
- Palaeotriakis curtirostris (Davis, 1887)
- Palaeotriakis subserratus (Underwood & Ward, 2008)